# Yassine Bayoud
Yassine Bayoud (arab. ياسين بيوض, ur. 11 lutego 1987 w Casablance) – marokański piłkarz, grający jako pomocnik. Od 2020 roku wolny zawodnik.

## Klub

### Początki
Zaczynał karierę w JS de Kasba Tadla, gdzie występował do 2011 roku.

### CODM Meknès
1 lipca 2011 roku trafił do CODM Meknès. W tym klubie zadebiutował 24 sierpnia 2011 roku w meczu przeciwko Olympique Khouribga (1:1). Zagrał cały mecz. Pierwszą asystę zaliczył 22 października 2011 roku w meczu przeciwko JS Massira (2:1 dla zespołu Bayouda). Asystował przy golu Adila Hliouata w 92. minucie. Pierwsze gole strzelił 17 października 2012 roku w meczu przeciwko Renaissance Berkane (3:4 dla CODM). Yassine Bayoud zdobył hat-tricka – bramki strzelał w 22., 65. i 83. minucie. Łącznie zagrał 28 meczów, w których strzelił 4 gole i miał dwie asysty.

### Olympic Safi
5 czerwca 2013 roku został zawodnikiem Olympic Safi. W tym zespole debiut zaliczył 30 sierpnia 2013 roku w meczu przeciwko Renaissance Berkane (0:1 dla rywali Safi). Wszedł na boisko w 78. minucie, zastąpił Alego Rachdiego. Pierwsze dwa gole strzelił 9 października 2013 roku w meczu przeciwko Wydad Casablanca (2:2). Dwukrotnie trafił do siatki – w 11. i 81. minucie. 16 października 2013 roku zaliczył pierwszą asystę – w meczu przeciwko Hassanii Agadir (2:1 dla rywali Safi). Asystował przy golu Amine Sebbara w 74. minucie. Łącznie zagrał 17 meczów, strzelił 5 bramek i miał jedną asystę.

### Chabab Rif Al Hoceima
1 lipca 2014 roku został zawodnikiem Chabab Rif Al Hoceima. W tym klubie zadebiutował 24 sierpnia 2014 roku w meczu przeciwko Olympic Safi (3:1 dla zespołu Bayouda). W debiucie strzelił gola – do bramki trafił w 56. minucie. Pierwszą asystę zaliczył 9 listopada 2014 roku w meczu przeciwko Kawkab Marrakesz (1:1). Asystował przy golu w 83. minucie, którego autorem był Nabil Oumghar. Łącznie wystąpił w 28 spotkaniach, strzelił 4 bramki i raz asystował.

### Olympique Khouribga
5 stycznia 2016 roku dołączył do Olympique Khouribga. W tym zespole zadebiutował dwa dni później w meczu przeciwko FUS Rabat (2:1 dla Olympique). Zagrał całą drugą połowę. Łącznie zagrał 10 spotkań.

### Dalsza kariera
1 lipca 2018 roku dołączył do Ittihad Khémisset.
1 lutego 2020 roku został zawodnikiem Naft Al-Wasat SC.
Z irackiego klubu odszedł 1 lipca 2020 roku.